# Gesta Danorum
Le Gesta Danorum (latino per "Gesta dei Danesi") sono un'opera storica della Danimarca scritta nel XII secolo da Saxo Grammaticus (Sassone Grammatico). È la più importante opera letteraria danese medievale e una fonte essenziale per la ricostruzione della storia della nazione alla sua nascita, cosa che aiuta a definire l'identità nazionale. Inoltre, le Gesta descrivono la storia europea dell'Alto Medioevo dal singolare punto di vista della Scandinavia, approfondendo ciò che è stato tramandato dagli storici dell'Europa occidentale e meridionale.

## Contenuto e struttura
In sedici libri, scritti in latino su esortazione dell'arcivescovo Absalon, viene descritta la storia della Danimarca e a grandi linee anche la storia della Scandinavia in generale, dalla preistoria fino al tardo XII secolo. Essa è raccontata in un linguaggio accattivante, che funziona ora come funzionava all'epoca.
I sedici libri, in prosa con excursus occasionali nella poesia, possono essere categorizzati in due parti: i libri dal 1º al 9º, che trattano della storia antica e della mitologia norrena, e i libri dal 10º al 16º, che trattano della storia medievale. Il 9° libro termina con Gorm il Vecchio, che è il primo re di Danimarca la cui esistenza è stata provata. Gli ultimi tre libri (14-16), che parlano delle conquiste danesi a sud del Mar Baltico e delle guerre contro i popoli slavi (vedi Crociate del Nord), sono molto importanti per la conoscenza della storia delle tribù slave occidentali (Polabi, Pomerani) e della mitologia slava. Il libro 14 contiene una magnifica descrizione del tempio sull'isola di Rügen.
Poiché l'opera stessa non contiene date di alcun genere, né per gli eventi né per identificare quando essa è stata scritta, è problematico datare alcune persone e alcuni eventi della prima parte. L'unico indizio è la nascita di Gesù, che viene collocata nel 5º libro durante il regno di Frotho III. Da quest'unico punto si è partiti a contare tutte le generazioni di regnanti dei primi nove libri per avere una datazione approssimativa del loro regno.

### Cronologia
Quando e in che ordine furono scritti i libri è una questione dibattuta.
Quando l'opera fu scritta è stata il soggetto di numerosi studi, ma è generalmente accettato che essa non fu terminata prima del 1208.
L'ultimo evento descritto nell'ultimo libro è la conquista da parte di Canuto VI della Pomerania, governata a quel tempo da Boghislao I, nel 1186. Tuttavia la prefazione dell'opera menziona la conquista dell'area a nord dell'Elba, avvenuta nel 1208.
Il libro 14, che comprende circa 1/4 del testo dell'intera opera, termina con la nomina di Absalon ad arcivescovo nel 1178. Il fatto che questo libro sia così grande e che in esso Absalon abbia più importanza di re Valdemaro I fa sì che si ritenga che questo fu il primo libro ad essere scritto e che inizialmente fosse un'opera a parte; è possibile che Saxo l'abbia poi ampliata con i libri 15 e 16, che narrano la storia degli ultimi anni di Valdemaro I e dei primi anni di Canuto VI.
Si ritiene che poi Saxo abbia scritto i libri 11, 12 e 13. L'opera sulla storia della Danimarca scritta da Svend Aagesen (Brevis Historia Regum Dacie, 1186) afferma che Saxo aveva deciso di scrivere di Re Sweyn II e dei suoi figli nei libri 11, 12 e 13, e avrebbe poi aggiunto più tardi i primi 10 libri. Questo spiega anche i 22 anni di differenza tra l'ultimo evento descritto nel libro 16 e l'evento del 1208 descritto nella prefazione.

### Manoscritti
I manoscritti originali dell'opera sono andati perduti, tranne quattro frammenti: il Frammento Angers, il Frammento Lassen, il Frammento Kall-Rasmussen e il Frammento Plesner. Il Frammento Angers, il più grande dei quattro, è l'unico scritto da Saxo in persona; gli altri tre sono copie datate intorno al 1275. I frammenti sono tutti custoditi alla Biblioteca Reale Danese a Copenaghen.
Anche se non abbiamo gli originali, possediamo i testi. Nel 1510-1512, Christiern Pedersen, un traduttore danese che lavorava a Parigi, cercò in Danimarca in lungo e in largo una copia esistente dell'opera di Saxo. A quel tempo la maggior parte della conoscenza del lavoro di Saxo veniva da un riassunto nelle Chronica Jutensis del 1342 (una breve opera storica danese), chiamato Compendium Saxonis. Fu sempre in questo riassunto che fu trovato il nome Gesta Danorum; noi non conosciamo il titolo che Saxo usò per le Gesta.
Pedersen alla fine trovò una copia in possesso dell'arcivescovo di Lund Birger Gunnersen, che gliela prestò volentieri. Con l'aiuto di Josse Bades, Pedersen la rifinì e la stampò.

### Stampa

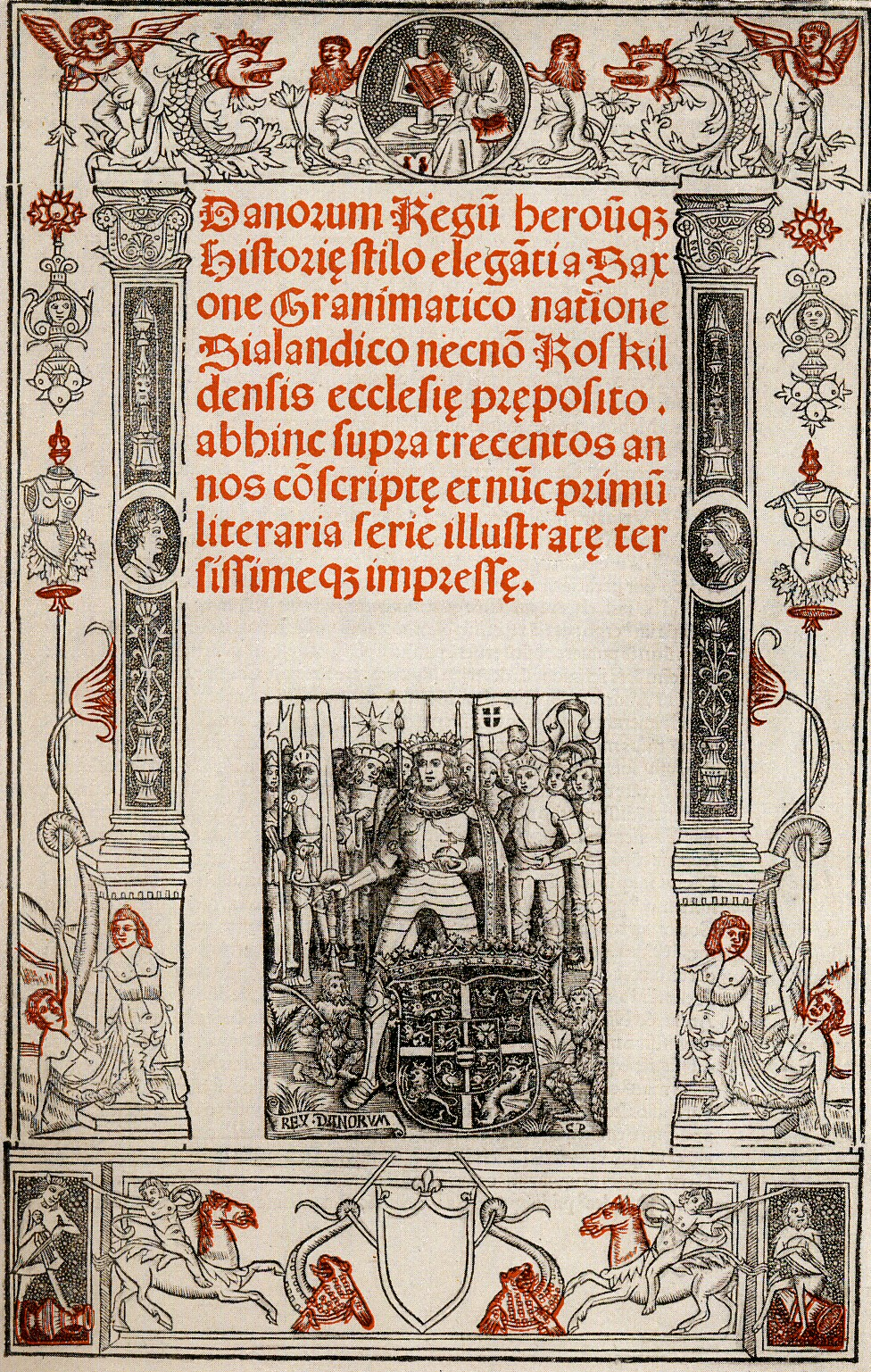
Copertina della copia di Pedersen dell'opera di Saxo, Parigi 1514

La prima pubblicazione stampata e il più antico testo completo conosciuto dei Gesta è l'edizione latina di Christiern Pedersen, stampata e pubblicata da Jodocus Badius Ascensius a Parigi il 15 marzo 1514, col titolo di Danorum Regum heroumque Historiae ("Storie dei Re e degli eroi dei Danesi"). Il colophon recita: ... impressit in inclyta Parrhysorum academia Iodocus Badius Ascensius Idibus Martiis. MDXIIII. Supputatione Romana.
La prima pagina recita (le abbreviazioni sono espanse):
Danorum Regum heroumque Historiae stilo eleganti a Saxone Grammatico natione Zialandico necnon Roskildensis ecclesiae praeposito, abhinc supra trecentos annos conscriptae et nunc primum literaria serie illustratae tersissimeque impressae.
Lingua danese:
De danske Kongers og Heltes Historie, skrevet I pyntelig Stil for over 300 Aar siden af Saxo Grammaticus, en Sjællandsfar og Provst ved Kirken I Roskilde, og nu for første Gang oplyst ved et Register og omhyggeligt trykt.
Lingua italiana:
Le Storie dei Re e degli eroi dei Danesi, composte in stile elegante da Saxo Grammaticus, un abitante della Selandia e inoltre prevosto della chiesa di Roskilde, più di trecento anni fa, e ora per la prima volta illustrata e stampata correttamente in una serie letteraria.

#### Edizioni latine
La fonte di tutte le traduzioni e nuove edizioni esistenti è l'edizione di Christiern Pedersen in latino Danorum Regum heroumque Historiae.
Ci sono svariate traduzioni differenti, alcune complete, altre parziali.
- Christiern Pedersen, 1514: Danorum Regum heroumque Historiae
- Johannes Oporinus, 1534: Saxonis Grammatici Danorum Historiae Libri XVI
- Philip Lonicer, 1576: Danica Historia Libris XVI
- Stephan Hansen Stephanius, 1645: Saxonis Grammatici Historiae Danicae Libri XVI
- Christian Adolph Klotz, 1771: ?
- Peter Erasmus Müller, 1839: Saxonis Grammatici Historia Danica
- Alfred Holder, 1886: Saxonis Grammatici Gesta Danorum
- Jørgen Olrik e Hans Ræder, 1931: Saxonis Gesta Danorum
- Karsten Friis-Jensen, 2005: Gesta Danorum ISBN 978-87-12-04025-5, ISBN 87-12-04025-8

#### Traduzioni in danese
- Christiern Pedersen, 1540 (mai pubblicato), perduto
- Jon Tursons, 1555 (mai pubblicato), perduto
- Anders Sørensen Vedel, 1575: Den Danske Krønicke
- Sejer Schousbölle, 1752: Saxonis Grammatici Historia Danica
- Nicolai Grundtvig, 1818-1822: Danmarks Krønike af Saxo Grammaticus
- Frederik Winkel Horn, 1898: Saxo Grammaticus: Danmarks Krønike
- Jørgen Olrik, 1908-1912: Sakses Danesaga
- Peter Zeeberg, 2000: Saxos Danmarkshistorie, ISBN 87-12-03496-7 (opera completa) ISBN 87-12-03534-3 (volume 1), ISBN 87-12-03535-1 (volume 2)

#### Traduzioni in inglese
- Oliver Elton, 1894: The First Nine Books of the Danish History of Saxo Grammaticus
- Peter Fisher, 1979-1980: Saxo Grammaticus: The History of the Danes
- Eric Christiansen, 1980-1981: Saxo Grammaticus: Danorum regum heroumque historia, books X-XVI
- William F. Hansen, 1983: Saxo Grammaticus and the life of Hamlet

#### Traduzione in tedesco
- Hermann Jantzen, 1900: Saxo Grammaticus. Die ersten neun Bücher der dänischen Geschichte

#### Traduzione in giapponese
- Yukio Taniguchi, 1993: Sakuso Guramatikusu: Denmakujin no jiseki

#### Traduzione in italiano
- Sassone Grammatico, Gesta dei re e degli eroi danesi, traduzione di Maria Adele Cipolla, Domenico D’Alessandro, Marusca Francini, Ludovica Koch, Roberto Rosselli del Turco, Antonio Saccone, a cura di Ludovica Koch e Maria Adele Cipolla, Collana i millenni, Torino, Einaudi, 1993, ISBN 978-88-06-13261-3. - Bologna, Res Gestae, 2019, ISBN 978-88-669-7268-6. [senza testo latino]
- Saxo Grammaticus, Gesta Danorum. Eroiche imprese dei danesi. Libri storici (X-XVI), traduzione e cura di Piero Bugiani, testo latino a fronte, Viterbo, Vocifuoriscena, 2024, pp. 956, ISBN 978-88-999-5964-7.

#### Traduzione in spagnolo
- Santiago Ibáñez Lluch, 1999: Saxo Gramático: Historia Danesa

## Influenze
Certi aspetti dei Gesta Danorum posero le basi per la tragedia di William Shakespeare, Amleto. Si pensa che Shakespeare non abbia mai letto le Gesta, ma che avesse accesso a una versione ausiliaria della storia che descriveva la caduta del Principe di Danimarca, il cui vero nome - Amleth - fu anagrammato da Shakespeare in Hamlet. La versione di Saxo, narrata nei libri 3 e 4, è molto simile all'Amleto di Shakespeare. In essa, a due fratelli, Orvendil e Fengi, è affidato il governo dello Jutland dal re dei Danesi Rørik Slyngebond. Poco dopo, Orvendil sposa la figlia di re Rørik, Geruth (Gertrude nell'Amleto); Amleto è il loro primo e unico figlio. Fengi è risentito del matrimonio di suo fratello e inoltre vuole il comando assoluto dello Jutland, perciò uccide Orvendil. Dopo un brevissimo periodo di lutto, Fengi sposa Geruth e si dichiara unico leader dello Jutland. Tuttavia Amleto vendica l'omicidio del padre pianificando l'uccisione dello zio e diventa il nuovo e giusto sovrano dello Jutland. Comunque, mentre nella versione di Shakespeare Amleto muore appena dopo la morte dello zio, nella versione di Saxo sopravvive e comincia a governare il suo regno.